# More (사운드트랙)
《Music from the Film More》는 영화 《모어》의 오리지널 사운드 트랙이자 핑크 플로이드의 세 번째 공식 음반이다. 1969년 7월 발매되었다. 13개의 비교적 짧은 곡들로 이루어져 있다.
시드 배릿이 탈퇴하고 처음으로 만든 음반이다. 8일 만에 녹음되었다.

## 곡 목록
시간상의 문제로 영화에서는 등장하는 곡인 "Seabirds", "Hollywood"는 앨범에 수록되지 않았다.

### A면
- Cirrus Minor (로저 워터스) – 5:18
- The Nile Song (워터스) – 3:26

- 이 음반에서 가장 많이 알려져있는 곡이다.

- Crying Song (워터스) – 3:33
- Up The Khyber (닉 메이슨, 리처드 라이트) – 2:12
- Green Is The Colour (워터스) – 2:58
- Cymbaline (워터스) – 4:50

- Nightmare라는 부제로 공연에서 연주되기도 했다.

- Party Sequence (길모어, 메이슨, 라이트, 워터스) – 1:07

### B면
- Main Theme (길모어, 메이슨, 라이트, 워터스) – 5:28

- 영화의 주제곡이다.

- Ibiza Bar (길모어, 메이슨, 라이트, 워터스) – 3:19
- More Blues (길모어, 메이슨, 라이트, 워터스) – 2:12
- Quicksilver (길모어, 메이슨, 라이트, 워터스) – 7:13
- A Spanish Piece (길모어) - 1:05
- Dramatic Theme (길모어, 메이슨, 라이트, 워터스) – 2:15

## 참여인물

### 연주
- 데이비드 길모어 : 기타, 보컬
- 로저 워터스 : 베이스
- 리처드 라이트 : 키보드, 비브라폰
- 닉 메이슨 : 타악기, 드럼

### 제작
- 히프노시스 : 커버 디자인
- 제임스 거스리 : 리마스터링
- 더그 색스 : 리마스터링

## 일화
- 이 음반을 제작한 후 《2001 스페이스 오디세이》의 음악을 담당해보라는 제안이 들어왔다는 이야기가 있다.[출처 필요]